# Deutsche Fechtmeisterschaften 1965
Bei den Deutschen Fechtmeisterschaften 1965 wurden Einzel- und Mannschaftswettbewerbe in den Disziplinen Herrendegen, Herrensäbel und Herrenflorett ausgetragen. Bei den Damen wurde nur Florett gefochten. Die Meisterschaften wurden vom Deutschen Fechter-Bund organisiert.

## Herren

### Florett (Einzel)
| Platz | Sportler            | Verein         |
| ----- | ------------------- | -------------- |
| 1     | Jürgen Theuerkauff  | OFC Bonn       |
| 2     | Wilfried Wolfgarten | OFC Bonn       |
| 3     | Michael Peter       | SC Rei Koblenz |

### Florett (Mannschaft)
| Platz | Verein         | Sportler |
| ----- | -------------- | -------- |
| 1     | OFC Bonn       |          |
| 2     | FCR Hamburg    |          |
| 3     | SC Rei Koblenz |          |

### Degen (Einzel)
| Platz | Sportler         | Verein              |
| ----- | ---------------- | ------------------- |
| 1     | Franz Rompza     | Heidenheimer SB     |
| 2     | Fritz Zimmermann | DFC Düsseldorf      |
| 3     | Klaus Schäfer    | Fechtclub Offenbach |

### Degen (Mannschaft)
| Platz | Verein                 | Sportler |
| ----- | ---------------------- | -------- |
| 1     | OFC Bonn               |          |
| 2     | SC Rei Koblenz         |          |
| 3     | TSV Tauberbischofsheim |          |

### Säbel (Einzel)
| Platz | Sportler           | Verein         |
| ----- | ------------------ | -------------- |
| 1     | Jürgen Theuerkauff | OFC Bonn       |
| 2     | Klaus Allisat      | SC Rei Koblenz |
| 3     | Dieter Wellmann    | OFC Bonn       |

### Säbel (Mannschaft)
| Platz | Verein         | Sportler |
| ----- | -------------- | -------- |
| 1     | OFC Bonn       |          |
| 2     | SC Rei Koblenz |          |
| 3     | MTV München    |          |

## Damen

### Florett (Einzel)
| Platz | Sportler     | Verein                |
| ----- | ------------ | --------------------- |
| 1     | Heidi Schmid | TSV Schwaben Augsburg |
| 2     | Helga Mees   | TB Saarbrücken        |
| 3     | Helga Becker | Fechtclub Offenbach   |

### Florett (Mannschaft)
| Platz | Verein         | Sportler |
| ----- | -------------- | -------- |
| 1     | SC Rei Koblenz |          |
| 2     | OFC Bonn       |          |
| 3     | Tsch Freiburg  |          |